# 乃木神社 (東京都港区)

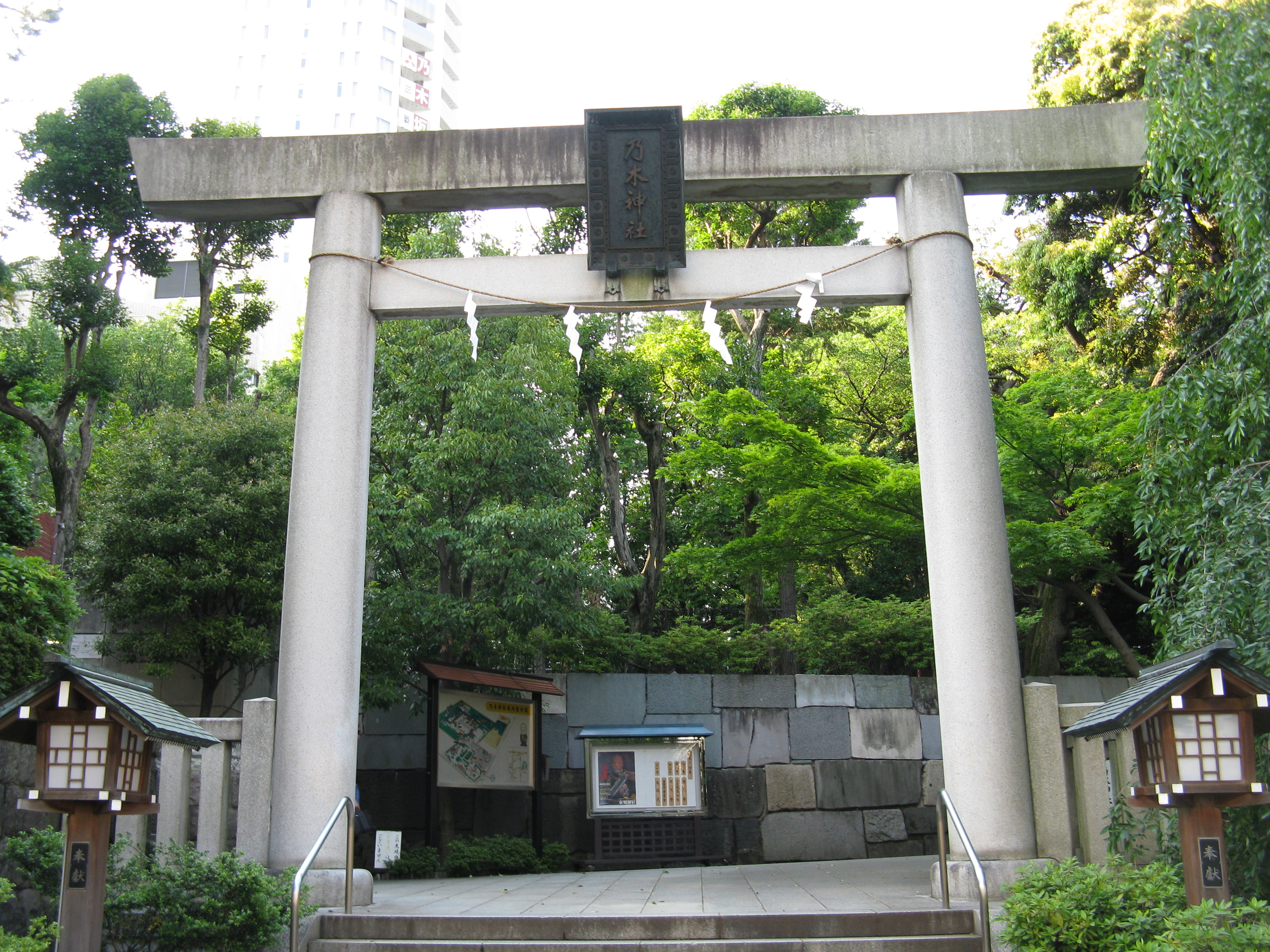
乃木神社（東京都港区）一の鳥居

乃木神社（のぎじんじゃ）は、東京都港区赤坂にある神社。明治期の軍人・乃木希典（乃木希典命）とその妻・乃木静子（乃木静子命）を祀る。旧社格は府社。現在は神社本庁の別表神社。

## 概要
乃木夫妻が明治天皇大葬の日に自刃した邸宅（乃木公園・旧乃木邸として現存）の隣地に所在。
梅の花が咲く期間限定で「梅香守」を頒布している。

## 歴史
明治45年（1912年）7月30日に崩御した明治天皇の大喪儀当日である大正元年（1912年）9月13日、乃木希典陸軍大将と妻・静子が天皇に殉じて自刃した。乃木夫妻の忠誠心に感激した国民は次々と乃木邸を訪れ、その数は日増しに増えていった。そして、夫妻の葬儀と同時に、乃木邸近くの、当時「幽霊坂」と呼ばれていた坂の名前も「乃木坂」と改められた。
大正2年（1913年）、阪谷芳郎東京市長（当時）が中心となって中央乃木会を設立し、乃木邸内の小社に乃木夫妻の霊を祀った。そして大正8年（1919年）には乃木神社創建の許可が下り、大正12年（1923年）11月1日に鎮座祭が行われた。設計は大江新太郎が手がけた。
昭和20年（1945年）5月の東京大空襲で社殿を焼失したが、戦後全国の崇敬者の篤志により、昭和37年（1962年）9月13日、祭神50年祭に併せて本殿･幣殿・拝殿が復興された。なお、このときの設計は、新太郎の息子・大江宏が手がけた。また、昭和58年（1983年）には宏の長男・大江新と三男・昭によるコンクリート造の宝物殿が建てられた。

## 境内社
正松神社
乃木が師事した玉木文之進と、その甥の吉田松陰を祀る。昭和38年（1963年）創立
赤坂王子稲荷神社
乃木夫妻が崇敬していた王子稲荷神社を勧請して昭和37年（1962年）に創立

## 周辺施設

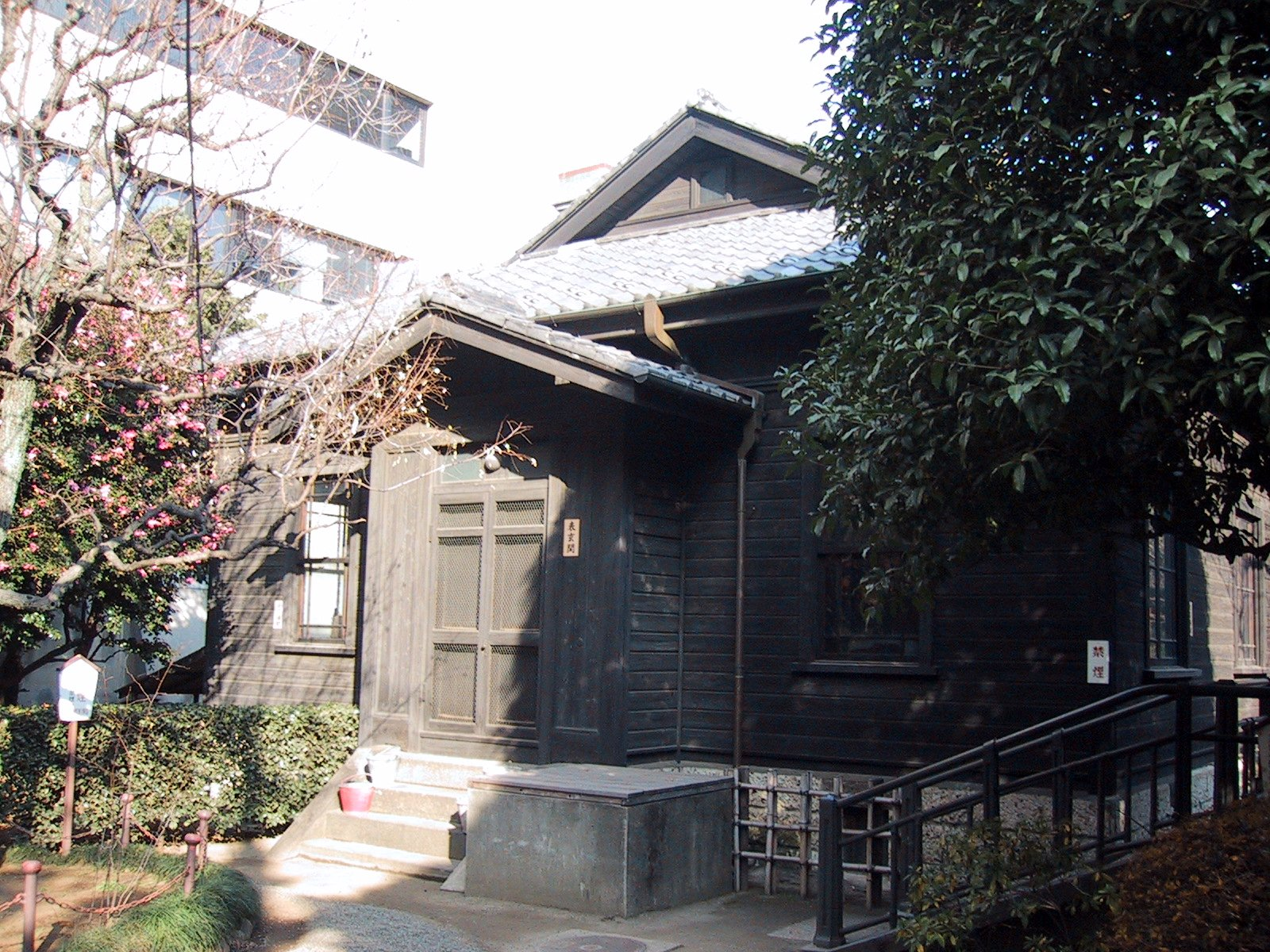
旧乃木邸。乃木夫妻が自刃した場所でもある。

乃木會館（乃木会館）
神社隣接の、婚礼・宴会等に使用される施設。レストランが併設されている。
乃木公園・旧乃木邸
神社に隣接する公園で、乃木夫妻が暮らした邸宅だった。乃木の遺言により、邸宅・馬小屋の建物ごと東京市に寄贈。公園として整備され、大正2年（1913年）開設。明治35年（1902年）築の邸宅は現存する数少ない明治期の和洋折衷建築である。

## その他
- 乃木家の墓所は当社でなく、近くの青山墓地の中にある。例祭日には墓前祭が行われる。